# فهرست پرچم‌های آلمان
در زیر فهرستی از پرچم‌های گذشته و امروز کشور آلمان آورده شده است.

## پرچم‌های ملی
| پرچم | تاریخ                            | بکارگیری | توضیحات |
| ---- | -------------------------------- | --- | --- |
|      | از ۱۹۱۹ تا ۱۹۳۳ و از ۱۹۴۵ تاکنون | پرچم ملی و تجاری آلمان (به آلمانی: Bundes- und Handelsflagge)                                                                                  | سه‌رنگه با نوارهای یکسان افقی سیاه، قرمز و زرد.                                                                                                 |
|      | ۱۹۵۰ -                           | پرچم دولت فدرال (به آلمانی: Bundesdienstflagge). پرچم زمان جنگ (به آلمانی: Kriegsflagge) این پرچم فقط توسط مقامات دولت فدرال قابل استفاده است. | این پرچم ابتدا در سال‌های ۱۹۲۱ تا ۱۹۳۳ در جمهوری وایمار بکار گرفته شد. نشان نظامی امروزه که در مرکز پرچم قرار دارد از نشان آن دوران ساده‌تر است. |
|      |                                  | پرچم ملی با نشان ملی (به آلمانی: Bundesflagge mit Staatswappen) نسخه غیررسمی که استفاده خصوصی از آن جریمه ندارد.                               | |
|      | ۱۹۹۶ -                           | پرچم آویزان (Bannerflagge) | |
|      | ۱۹۹۶ -                           | پرچم آویزان دولت فدرال | |

## پرچم ریاست‌جمهوری
| پرچم | تاریخ                            | بکارگیری             | توضیحات                                                                          |
| ---- | -------------------------------- | -------------------- | -------------------------------------------------------------------------------- |
|      | از ۱۹۲۱ تا ۱۹۲۶ و از ۱۹۵۰ تاکنون | پرچم رئیس‌جمهور آلمان | از عناصر نشان نظامی در آن بکار گرفته شده و از نشان دوره ۱۹۲۶ تا ۱۹۳۳ ساده‌تر است. |

## پرچم‌های نظامی و حکومتی
| پرچم | تاریخ     | بکارگیری                                  | توضیحات |
| ---- | --------- | ----------------------------------------- | ------- |
|      | ۱۹۵۶ -    | پرچم زمان جنگ و دریایی نیروی دریایی آلمان |         |
|      | ۱۹۵۷ -    | پرچم فرمانده ارتش آلمان (Bundeswehr)      |         |
|      | ۱۹۶۴–     | پرچم رژه ارتش آلمان                       |         |
|      | ۱۹۵۰–۱۹۴۴ | پرچم پست فدرال آلمان                      |         |
|      | ۱۹۵۰–۱۹۹۴ | پرچم وزیر پست فدرال                       |         |
|      | ۱۹۵۰–۱۹۹۴ | پرچم رئیس پست فدرال                       |         |
|      | ۱۹۵۰–۱۹۹۴ | پرچم منشی ایالتی پست فدرال                |         |

## پرچم‌های ایالت‌های آلمان

### پرچم‌های غیرنظامی
| پرچم | تاریخ | بکارگیری                        | توضیحات |
| ---- | ----- | ------------------------------- | ------- |
|      |       | پرچم غیرنظامی بادن-وورتمبرگ     |         |
|      |       | پرچم غیرنظامی باواریا           |         |
|      |       | پرچم غیرنظامی باواریا           |         |
|      |       | پرچم غیرنظامی برلین             |         |
|      |       | پرچم غیرنظامی براندنبورگ        |         |
|      |       | پرچم غیرنظامی برمن              |         |
|      |       | پرچم غیرنظامی برمن              |         |
|      |       | پرچم غیرنظامی برمن              |         |
|      |       | پرچم غیرنظامی هامبورگ           |         |
|      |       | پرچم غیرنظامی هسن               |         |
|      |       | پرچم غیرنظامی نیدرزاکسن         |         |
|      |       | پرچم غیرنظامی مکلنبورگ-فورپومرن |         |
|      |       | پرچم غیرنظامی نوردراین-وستفالن  |         |
|      |       | پرچم غیرنظامی راینلاند-فالتز    |         |
|      |       | پرچم غیرنظامی زارلاند           |         |
|      |       | پرچم غیرنظامی زاکسن             |         |
|      |       | پرچم غیرنظامی زاکسن-آنهالت      |         |
|      |       | پرچم غیرنظامی اشلسویگ-هولشتاین  |         |
|      |       | پرچم غیرنظامی تورینگن           |         |

### پرچم خدمت ایالت‌ها
| پرچم | تاریخ     | بکارگیری                                                | توضیحات |
| ---- | --------- | ------------------------------------------------------- | ------- |
|      |           | پرچم خدمت کوچک بادن-وورتمبرگ                            |         |
|      |           | پرچم خدمت بزرگ بادن-وورتمبرگ                            |         |
|      |           | پرچم خدمت باواریا                                       |         |
|      |           | پرچم خدمت باواریا                                       |         |
|      | ۱۹۵۴–۲۰۰۷ | پرچم خدمت برلین                                         |         |
|      |           | پرچم خدمت براندنبورگ                                    |         |
|      |           | پرچم خدمت برمن                                          |         |
|      |           | پرچم خدمت برمن                                          |         |
|      |           | پرچم خدمت هامبورگ (آلمان)                               |         |
|      |           | پرچم آدمیرالی هامبورگ (مورد استفاده در کشتی‌های هامبورگ) |         |
|      |           | پرچم خدمت هسن                                           |         |
|      |           | پرچم خدمت خشکی‌های نیدرزاکسن                             |         |
|      |           | پرچم خدمت دریایی نیدرزاکسن                              |         |
|      |           | پرچم خدمت مکلنبورگ-فورپومرن                             |         |
|      |           | پرچم خدمت نوردراین-وستفالن                              |         |
|      |           | پرچم خدمت راینلاند-فالتز                                |         |
|      |           | پرچم خدمت زارلاند                                       |         |
|      |           | پرچم خدمت زاکسن                                         |         |
|      |           | پرچم خدمت زاکسن-آنهالت                                  |         |
|      |           | پرچم خدمت اشلسویگ-هولشتاین                              |         |
|      |           | پرچم خدمت تورینگن                                       |         |

## پرچم‌های تاریخی

### کنفدراسیون آلمان(۱۸۱۵–۱۸۶۶)
| پرچم | تاریخ     | بکارگیری                                   | توضیحات                     |
| ---- | --------- | ------------------------------------------ | --------------------------- |
|      | ۱۸۴۸–۱۸۶۷ | پرچم ایالت‌های جنوبی در دوره جنگ اتریش-پروس | پرچم امپراتوری آلمان (۱۸۴۹) |
|      | ۱۸۴۸–۱۸۵۲ | پرچم جنگ (Seekriegsflagge)                 |                             |

### کنفدراسیون آلمان شمالی (۱۸۶۶–۱۸۷۱)
| پرچم | تاریخ     | بکارگیری                               | توضیحات |
| ---- | --------- | -------------------------------------- | ------- |
|      | ۱۸۶۷–۱۸۷۱ | پرچم ملی (National- und Handelsflagge) |         |
|      | ۱۸۶۷–۱۸۷۱ | پرچم جنگ (Kriegsflagge)                |         |
|      | ۱۸۶۷–۱۸۷۱ | پرچم دریایی (Kriegsschiffgösch)        |         |

### امپراتوری آلمان(۱۸۷۱–۱۹۱۸)
| پرچم | تاریخ            | بکارگیری                                       | توضیحات |
| ---- | ---------------- | ---------------------------------------------- | ------- |
|      | ۱۸۷۱–۱۹۱۸        | پرچم ملی (National- und Handelsflagge)         |         |
|      | ۱۸۹۶–۱۹۱۸        | پرچم تجاری (Eisernes Kreuz)                    |         |
|      | ۱۸۷۱–۱۸۹۲        | پرچم نیروی دریایی پادشاهی آلمان (Kriegsflagge) |         |
|      | ۱۸۹۲–۱۹۰۳        | پرچم جنگی رایش (Kriegsflagge)                  |         |
|      | ۱۹۰۳–۱۹۱۸ (۱۹۲۱) | پرچم جنگی رایش                                 |         |
|      | ۱۸۷۱–۱۹۰۳        | پرچم دریایی (Kriegsschiffsgösch)               |         |
|      | ۱۹۰۳–۱۹۱۸ (۱۹۲۱) | پرچم دریایی                                    |         |

#### پرچم‌های خاندان پادشاهی
| پرچم | تاریخ     | بکارگیری                           | توضیحات |
| ---- | --------- | ---------------------------------- | ------- |
|      | ۱۸۷۱      | پرچم ویلهلم یکم، امپراتور آلمان    |         |
|      | ۱۸۷۱–۱۸۸۸ | پرچم امپراتور آلمان                |         |
|      | ۱۸۸۸–۱۹۱۸ | پرچم امپراتور آلمان                |         |
|      | ۱۸۷۱–۱۹۰۱ | پرچم شهبانو آگوستا و شهبانو فردریک |         |
|      | ۱۸۸۸–۱۹۱۸ | پرچم شهبانو آگوستا ویکتوریا        |         |
|      | ۱۸۷۱–۱۸۸۸ | پرچم شاهزاده ولیعهد                |         |
|      | ۱۸۸۸–۱۹۱۸ | پرچم شاهزاده ولیعهد                |         |

### پرچمجمهوری وایمار(۱۹۳۳–۱۹۱۹)
| پرچم | تاریخ     | بکارگیری                                       | توضیحات                                                                                 |
| ---- | --------- | ---------------------------------------------- | --------------------------------------------------------------------------------------- |
|      | ۱۹۱۹–۱۹۳۳ | پرچم ملی                                       |                                                                                         |
|      | ۱۹۲۱–۱۹۳۳ | پرچم حکومتی                                    |                                                                                         |
|      | ۱۹۱۹–۱۹۳۳ | پرچم بازرگانی                                  |                                                                                         |
|      | ۱۹۲۱–۱۹۳۳ | پرچم بازرگانی به همراه صلیب آهنی               |                                                                                         |
|      | ۱۹۲۱–۱۹۲۶ | پرچم حکومتی                                    |                                                                                         |
|      | ۱۹۲۶–۱۹۳۳ | پرچم حکومتی                                    |                                                                                         |
|      | ۱۹۱۹–۱۹۲۱ | پرچم جنگی رایش (Reichskriegsflagge)            |                                                                                         |
|      | ۱۹۲۱–۱۹۳۳ | پرچم جنگی رایش                                 |                                                                                         |
|      | ۱۹۲۱–۱۹۳۳ | پرچم دریایی                                    |                                                                                         |
|      | ۱۹۲۱–۱۹۲۶ | پرچم رئیس‌جمهور                                 |                                                                                         |
|      | ۱۹۲۶–۱۹۳۳ | پرچم رئیس‌جمهور                                 |                                                                                         |
|      | ۱۹۱۹–۱۹۲۱ | پرچم رئیس‌جمهور                                 |                                                                                         |
|      | ۱۹۱۹–۱۹۲۱ | پرچم وزیر دفاع                                 |                                                                                         |
|      | ۱۹۲۱–۱۹۳۳ | Flag of Defence Minister                       |                                                                                         |
|      | ۱۹۲۴–۱۹۳۳ | پرچم سازمان سیاسی پرچم سیاه، قرمز و طلایی رایش | برای پشتیبانی از جمهوری وایمار در برابر گروه‌های کمونیست، سوشیال ملی و امپراتوری درست شد |

### رایش سوم (۱۹۳۳–۱۹۴۵)
| پرچم                                  | تاریخ               | بکارگیری | توضیحات |
| ------------------------------------- | ------------------- | --- | ------- |
| پرچم‌های بکارگرفته شده در ۱۹۳۳ تا ۱۹۳۵ |                     | |         |
|                                       | ۱۹۳۳–۱۹۳۵ ۱۹۲۰–۱۹۴۵ | پرچم ملی (Nationalflagge) پرچم بازرگانی (Handelsflagge) پرچم حزب ملی سوسیالیست کارگران آلمان (Parteiflagge) |         |
|                                       | ۱۹۳۳–۱۹۳۵           | پرچم ملی پرچم بازرگانی                                                                                      |         |
|                                       | ۱۹۳۳–۱۹۳۵           | پرچم بازرگانی به همراه صلیب آهنی (Eisernes Kreuz)                                                           |         |
|                                       | ۱۹۳۳–۱۹۳۵           | پرچم جنگ رایش (Reichskriegsflagge) و پرچم دریایی                                                            |         |
|                                       | ۱۹۳۳                | پرچم خدمت ورماخت رایش (Reichsdienstflagge)                                                                  |         |
|                                       | ۱۹۳۳–۱۹۳۵           | پرچم خدمت رایش                                                                                              |         |
|                                       | ۱۹۳۳–۱۹۳۵           | پرچم رئیس‌جمهور                                                                                              |         |
|                                       | ۱۹۳۳–۱۹۳۵           | پرچم وزیر دفاع                                                                                              |         |
| پرچم‌های بکارگرفته‌شده از ۱۹۳۳ تا ۱۹۴۵  |                     | |         |
|                                       | ۱۹۳۳–۱۹۴۵           | پرچم ملی پرچم دریایی (Gösch)                                                                                |         |
|                                       | ۱۹۲۰–۱۹۴۵           | پرچم حزب ملی سوسیالیست کارگران آلمان                                                                        |         |
|                                       | ۱۹۳۳–۱۹۴۵           | پرچم عمودی آلمان                                                                                            |         |
|                                       | ۱۹۳۵–۱۹۴۵           | پرچم بازرگانی به همراه صلیب آهنی                                                                            |         |
|                                       | ۱۹۳۵–۱۹۳۸           | پرچم جنگی رایش                                                                                              |         |
|                                       | ۱۹۳۸–۱۹۴۵           | پرچم جنگی رایش                                                                                              |         |
|                                       | ۱۹۳۵–۱۹۴۵           | پرچم خدمت رایش                                                                                              |         |
|                                       | ۱۹۳۵–۱۹۴۵           | پرچم آدولف هیتلر                                                                                            |         |
|                                       | ۱۹۳۵–۱۹۳۸           | پرچم فرمانده ورماخت (منتصب از سوی وزیر دفاع)                                                                |         |
|                                       | ۱۹۳۵–۱۹۴۵           | پرچم اس‌اس                                                                                                   |         |
|                                       | ۱۹۳۶–۱۹۴۵           | پرچم Ordnungspolizei یا OrPo، نیروهای پلیس دوران رایش سوم                                                   |         |

### نیروهای متحدین (۱۹۴۵–۱۹۴۹)
| پرچم | تاریخ     | بکارگیری                        | توضیحات |
| ---- | --------- | ------------------------------- | ------- |
|      | ۱۹۴۶–۱۹۵۰ | پرچم غیرنظامی (C-Doppelstander) |         |

### پرچمآلمان شرقی(۱۹۴۹–۱۹۹۰)
| پرچم | تاریخ     | بکارگیری                                          | توضیحات |
| ---- | --------- | ------------------------------------------------- | ------- |
|      | ۱۹۴۹–۱۹۵۹ | پرچم حکومتی                                       |         |
|      | ۱۹۵۹–۱۹۹۰ | پرچم حکومتی (۱۹۵۹–۱۹۹۰) پرچم بازرگانی (۱۹۷۳–۱۹۹۰) |         |
|      | ۱۹۵۹–۱۹۷۳ | پرچم بازرگانی                                     |         |
|      | ۱۹۵۵–۱۹۷۳ | پرچم پست آلمان شرقی                               |         |
|      | ۱۹۷۵–۱۹۹۰ | پرچم پست آلمان شرقی                               |         |
|      | ۱۹۵۵–۱۹۹۰ | پرچم رئیس‌جمهور                                    |         |
|      | ۱۹۶۰–۱۹۹۰ | پرچم رئیس انجمن ایالتی                            |         |
|      | ۱۹۶۰–۱۹۹۰ | پرچم ارتش خلق ملی (Nationale Volksarmee)          |         |
|      | ۱۹۶۰–۱۹۹۰ | پرچم هنگ‌های ارتش خلق ملی                          |         |
|      | ۱۹۶۰–۱۹۹۰ | نشان نیروی دریایی (Seekriegsflagge)               |         |
|      | ۱۹۶۲–۱۹۹۰ | پرچم قایق‌های نیروهای مرزی                         |         |